# Thomas Sessler Verlag
Der Thomas Sessler Verlag ist ein 1952 in München gegründeter Theaterverlag, benannt nach seinem Gründer Thomas Sessler. 1967 verlegte Sessler den Sitz nach Wien und integrierte das Repertoire des Georg Marton Verlages ins Programm.

## Verlagsgeschichte
1911 wurde in Budapest der „Alexander Marton Bühnen- und Musikverlag“ von Alexander (Sándor) Marton gegründet. Marton beauftragte in den 1920er-Jahren seinen Sohn Georg Marton mit der Gründung weiterer Niederlassungen in Wien, London, Paris und New York. Die Zentrale wird der Sitz in Wien. Am 6. Juli 1927 wird in der Wiener Zeitung Die Stunde die Neugründung des Georg Marton-Verlages angekündigt. Autoren des Verlages sind u. a. Karl Farkas, Ödön von Horváth, Anton Kuh, Franz Theodor Csokor und Vicki Baum.
1938 floh Georg Marton zunächst nach Paris, später nach Los Angeles. Vorab hatte er die Verlagsleitung an Hermann Zeiz (Georg Fraser) übergeben. Bis 1945 führt dieser den Verlag unter der nichtssagenden Bezeichnung „Agentur Georg Fraser“. Fraser soll jüdischen Autorenkollegen zur Flucht verholfen haben, der Verlagssitz wurde zu einem geheimen Stützpunkt u. a. für den Alliierten Nachrichtendienst und der Widerstandsbewegung „O5“. Frasers Sohn Thomas war 1938 in die Schweiz emigriert und führte dort einen Theaterverlag, der zu einem Treffpunkt österreichischer Emigranten wurde. 
1945 gab Fraser den Verlag wieder in die Hände von Georg Marton, blieb aber weiterhin für den Verlag tätig. Die Geschäftsführung übernahm Mira Kutschera. 1967 starb sie unerwartet. Fraser verkaufte den Verlag an Thomas Sessler. Dieser übernahm zudem die Wiener Verlagsanstalt, 1973 die Schauspielabteilung der Universal Edition. Seit 1968 ist der Verlagssitz in der Johannesgasse 12 in der Wiener Innenstadt. 1984 wurde Ulrich N. Schulenburg Miteigentümer und Geschäftsführer des Verlages.
Zu den Autoren des Thomas Sessler Verlag gehören u. a. Peter Turrini, Helmut Qualtinger, Daniel Kehlmann, H. C. Artmann, Wolfgang Bauer oder Brigitte Schwaiger.